# Вележ (футбольний клуб)
Футбольний клуб Вележ Мостар (босн. Fudbalski klub Velež Mostar) — боснійський футбольний клуб із Мостара, заснований 1922 року. Грає у Прем'єр-лізі Боснії і Герцеговини. Володар Кубку Боснії і Герцеговини з футболу 2022 року. Бронзовий призер чемпіонату Боснії і Герцеговини 2021 року.

## Історія
Клуб названий на честь розташованої поруч гори Вележ, яка названа на честь одного зі старовинних слов'янських богів — Велеса.
«Вележ» — один з найуспішніших клубів у Боснії та Герцеговині. В часи колишньої Югославії «Вележ» майже завжди був у югославській Першій лізі.
В Першу лігу Югославії клуб вперше потрапив в сезоні 1952/1953 років, в тому ж сезоні одразу й вибув. Повернувся до Вищої ліги Югославії клуб в сезоні 1955/1956 років, і з того часу жодного разу не вилітав.
Клуб зараз грає на стадіоні «Врапчичи» (Vrapčići Stadium), хоча історичним є стадіон Бієлі-Брієґ (Bijeli Brijeg Stadium). Але у зв'язку з тим, що територія Мостару була поділена на хорватську та боснійську території, стадіон «Бієлі-Брієґ» відійшов іншому клубу з Мостара — «Зрінські».
Саме на стадіоні «Бієлі-Брієґ» футбольний клуб «Вележ» двічі вигравав Кубок Югославії — у 1981 та 1986 роках, а також доходив до 1/4 Фіналу Кубка УЄФА в сезоні 1974/75 років.

## Досягнення
Чемпіонат Боснії і Герцеговини:
- Бронзовий призер (1): 2021

Кубок Боснії і Герцеговини:
- Переможець (1): 2022
- Фіналіст (1): 2023

Перша ліга Югославії:
- Срібний призер (3): 1973, 1974, 1987

Кубок Югославії:
- Переможець (2): 1981, 1986
- Фіналіст (2): 1958, 1989

Кубок Мітропи:
- Фіналіст (1): 1976

Балканський кубок:
- Переможець (1): 1981
- Фіналіст (1): 1972

Кубок УЄФА:
- Чвертьфіналіст (1): 1974/1975

## Виступи в єврокубках
| Сезон   | Змагання               | Раунд | Суперник          | Вдома | На виїзді | В сукупності |
| ------- | ---------------------- | ----- | ----------------- | ----- | --------- | ------------ |
| 1973–74 | Кубок УЄФА             | Р1    | Татран            | 1–1   | 2–4       | 3–5          |
| 1974–75 | Кубок УЄФА             | Р1    | Спартак Москва    | 2–0   | 1–3       | 3–3 (г)      |
| 1974–75 | Кубок УЄФА             | Р2    | Рапід Відень      | 1–0   | 1–1       | 2–1          |
| 1974–75 | Кубок УЄФА             | Р3    | Дербі Каунті      | 4–1   | 1–3       | 5–4          |
| 1974–75 | Кубок УЄФА             | 1/4   | Твенте            | 1–0   | 0–2       | 1–2          |
| 1981–82 | Кубок володарів кубків | Р1    | Женесс Еш         | 6–1   | 1–1       | 7–2          |
| 1981–82 | Кубок володарів кубків | Р2    | Локомотив Лейпциг | 1–1   | 1–1       | 2–2 (1–4 п)  |
| 1986–87 | Кубок володарів кубків | Р1    | Вашаш             | 3–2   | 2–2       | 5–4          |
| 1986–87 | Кубок володарів кубків | Р2    | Вітоша Софія      | 4–3   | 0–2       | 4–5          |
| 1987–88 | Кубок УЄФА             | Р1    | Сьйон             | 5–0   | 0–3       | 5–3          |
| 1987–88 | Кубок УЄФА             | Р2    | Боруссія Дортмунд | 2–1   | 0–2       | 2–3          |
| 1988–89 | Кубок УЄФА             | Р1    | АПОЕЛ             | 1–0   | 5–2       | 6–2          |
| 1988–89 | Кубок УЄФА             | Р2    | Белененсеш        | 0–0   | 0–0       | 0–0 (4–3 п)  |
| 1988–89 | Кубок УЄФА             | Р3    | Гартс             | 2–1   | 0–3       | 2–4          |